# ابراهیم‌آباد (وحدت)
ابراهیم‌آباد یک روستا در ایران است که در دهستان وحدت شهرستان زرند در استان کرمان واقع شده‌است. ابراهیم‌آباد ۷۶۷ نفر جمعیت دارد.

## جمعیت
این روستا در بخش مرکزی شهرستان زرند قرار دارد و براساس سرشماری مرکز آمار ایران در سال ۱۳۸۵، جمعیت آن ۷۶۷ نفر (۱۷۶ خانوار) بوده‌است.